# 5-ピリドキシン酸ジオキシゲナーゼ
5-ピリドキシン酸ジオキシゲナーゼ（5-pyridoxate dioxygenase）は、ビタミンB6代謝酵素の一つで、次の化学反応を触媒する酸化還元酵素である。
5-ピリドキシン酸 + NADPH + H+ + O2 {\displaystyle \rightleftharpoons } 2-(アセトアミドメチレン)-3-(ヒドロキシメチル)コハク酸 + NADP+
反応式の通り、この酵素の基質は5-ピリドキシン酸とNADPHとH+とO2、生成物は2-(アセトアミドメチレン)-3-(ヒドロキシメチル)コハク酸とNADP+である。補因子としてFADとフラボタンパク質を用いる。
組織名は5-pyridoxate,NADPH:oxygen oxidoreductase (decyclizing)で、別名に5-pyridoxate oxidaseがある。